# Feröer szigetei

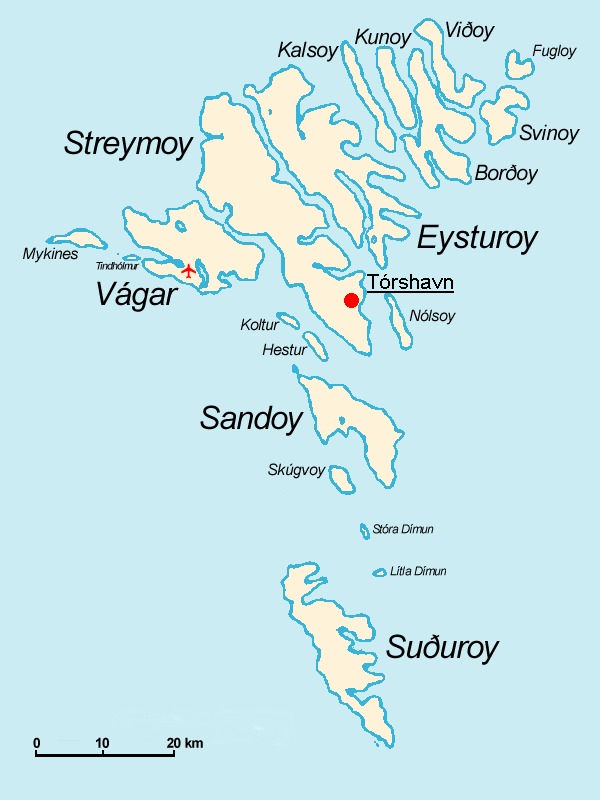
Feröer szigetei

Feröer összesen 18 szigetből áll, ezek közül csak Kis-Dímun lakatlan. A szigetek mellett 11 holm, valamint 750 sérsziget és sziklazátony tartozik Feröerhez.

## Szigetek
Feröeren 18 szigetből áll, melyek közül 17 lakott.
| Név        | Terület (km²) | Lakosság | Népsűrűség (fő/km²) | Főbb települések      | Régió          |
| ---------- | ------------- | -------- | ------------------- | --------------------- | -------------- |
| Streymoy   | 374,17        | 22 400   | 59,6                | Tórshavn, Vestmanna   | Streymoy régió |
| Eysturoy   | 286,02        | 10 778   | 38,0                | Fuglafjørður, Runavík | Eysturoy régió |
| Vágar      | 176,38        | 3063     | 17,3                | Miðvágur, Sørvágur    | Vágar régió    |
| Suðuroy    | 164,71        | 4603     | 29,6                | Tvøroyri, Vágur       | Suðuroy régió  |
| Sandoy     | 111,32        | 1313     | 12,3                | Sandur                | Sandoy régió   |
| Borðoy     | 94,51         | 5534     | 52,7                | Klaksvík              | Norðoyar régió |
| Viðoy      | 40,67         | 597      | 15,0                | Viðareiði             | Norðoyar régió |
| Kunoy      | 35,24         | 134      | 4,5                 | Kunoy                 | Norðoyar régió |
| Kalsoy     | 30,62         | 95       | 3,9                 | Mikladalur, Húsar     | Norðoyar régió |
| Svínoy     | 27,29         | 38       | 1,4                 | Svínoy                | Norðoyar régió |
| Fugloy     | 11,02         | 40       | 3,6                 | Kirkja                | Norðoyar régió |
| Nólsoy     | 10,32         | 234      | 25,0                | Nólsoy                | Streymoy régió |
| Mykines    | 9,60          | 16       | 1,7                 | Mykines               | Vágar régió    |
| Skúvoy     | 9,87          | 32       | 4,7                 | Skúvoy                | Sandoy régió   |
| Hestur     | 5,90          | 25       | 6,2                 | Hestur                | Streymoy régió |
| Nagy-Dímun | 2,62          | 10       | 3,0                 | Stóra Dímun           | Sandoy régió   |
| Koltur     | 2,31          | 2        | 0,8                 | Koltur                | Streymoy régió |
| Kis-Dímun  | 0,84          | 0        | 0,0                 | –                     | Sandoy régió   |

## Holmok
Feröerhez összesen 11 holm (apró, növényzettel – jellemzően fűvel – borított sziklás sziget) tartozik, amelyeket méretüknél fogva nem sorolnak a szigetekhez.
A legnagyobb holmok, Tindhólmur és Mykineshólmur egyben a legismertebbek is: előbbi bizarr formája miatt, utóbbi pedig azért, mert egy gyaloghídon könnyen megközelíthető a turisták számára, akik szívesen keresik fel gazdag madárvilága miatt. A hidat egyébként eredetileg az ottani világítótorony miatt építették.
| Név              | Terület (ha) | Helyzet                          |
| ---------------- | ------------ | -------------------------------- |
| Tindhólmur       | 65,0         | Vágartól nyugatra                |
| Mykineshólmur    | 45,0         | Mykinestől nyugatra              |
| Trøllhøvdi       | 19,0         | Sandoytól északnyugatra          |
| Gáshólmur        | 10,0         | Tindhólmurtól nyugatra           |
| Tjaldavíkshólmur | 7,5          | Suðuroy keleti partjánál         |
| Sumbiarhólmur    | 7,0          | Suðuroy nyugati partjánál        |
| Lopranshólmur    | 3,4          | Suðuroy nyugati partjánál        |
| Kirkjubøhólmur   | 2,0          | Streymoy nyugati partjánál       |
| Hovshólmur       | 1,7          | Suðuroy keleti partjánál         |
| Hoyvíkshólmur    | 0,8          | Streymoy keleti partjánál        |
| Baglhólmur       | 0,8          | A suðuroyi Víkarbyrgitől keletre |